# Alfred Delp
Alfred Delp (n. 15 septembrie 1907, Mannheim, Marele Ducat al Badenului – d. 2 februarie 1945, Berlin) a fost un preot iezuit, membru în Rezistența germană. A fost una din personalitățile Cercului de la Kreisau⁠(en)[traduceți] și exponent al rezistenței catolice din Germania Nazistă⁠(en)[traduceți]. Delp a fost implicat în atentatul din 20 iulie 1944, tentativa de asasinare a dictatorului Adolf Hitler. După atentat a fost arestat, condamnat la moarte și executat.

## Execuția
Sentința a fost pronunțată la 2 februarie 1945 la închisoarea Plötzensee din Berlin. A doua zi judecătorul Roland Freisler a murit într-un raid aerian. O comandă specială făcută de Heinrich Himmler a cerut ca rămășițele tuturor deținuților executați în legătură cu planul din 20 iulie să fie incinerate, iar cenușa lor să fie împrăștiată peste câmpurile de canalizare. Corpul lui Alfred Delp a fost incinerat, iar cenușa aruncată undeva lângă Berlin, fără ca locul să rămână cunoscut.